# Омофума, Маркус
Маркус Омофума (англ., нем. Marcus Omofuma) — нигерийский проситель убежища, умерший в Австрии во время его депортации в результате жестокого обращения сотрудников местной полиции. Его смерть стала символом движения против расизма в Австрии.

## Биография
В Нигерии Маркус Омофума являлся членом религиозного братсва народа йоруба «Огбони» (ныне официально запрещено, однако продолжает функционировать). В страхе стать жертвой со стороны братства, один из внутренних законов которого он нарушил, Омофума бежал из страны. В 1994 году по поддельным документам он прибыл в Германию, однако немецкие власти отклонили его прошение о предоставлении убежища. В ноябре 1998 года он подал аналогичное прошение в Австрии, ссылаясь на религиозное преследование, однако и на сей раз получил отказ. В декабре 1998 года приговорённый к депортации Омофума был временно размещён в лагере для беженцев в Трайскирхене.
1 мая 1999 года 25-летнего нелегала должны были депортировать бортом авиакомпании «Balkan Bulgarian Airlines» в Болгарию. По версии министерства внутренних дел Австрии Омофума, не желавший садиться в самолёт, пытался оказать физическое сопротивление сопровождавшим его полицейским, вследствие чего в отношении него была применена сила: были надеты наручники, рот и нос (по крайней мере, одна из ноздрей) залеплены скотчем, а сам дебошир привязан к креслу. О смерти Омофума от удушья (по другой версии — от сердечного приступа), наступившей во время полёта, стало известно лишь по прибытии рейса в Софию.

## Последствия
Смерть Омофума вызвала волну протестов среди африканского сообщества в Австрии и привлекла широкое внимание австрийских СМИ. Крупнейшая акция протеста прошла 8 мая 1999 года в Вене. Газета «Kronen Zeitung» подверглась критике за расистское освещение этого дела, оправдывающее действия полицейских, обвиняя при этом самого погибшего в причастности к преступной деятельности. 27 мая 1999 года под предлогом борьбы с незаконным оборотом наркотиков Министерство внутренних дел начало операцию «Весна», в ходе которой были арестованы около 100 африканцев, многие из которых являлись активными участниками протестного движения.
Трое полицейских, виновных в смерти Омофума, были отстранены от исполнения служебных обязанностей, однако в феврале 2001 года это отстранение было снято. В 2002 году они были приговорены к 8 месяцам условного тюремного заключения за «убийство по неосторожности при особо опасных обстоятельствах»; все трое получили право впоследствии продолжить работу в качестве сотрудников полиции. Активисты и правозащитные организации раскритиковали это наказание как слишком мягкое.

## Памятник

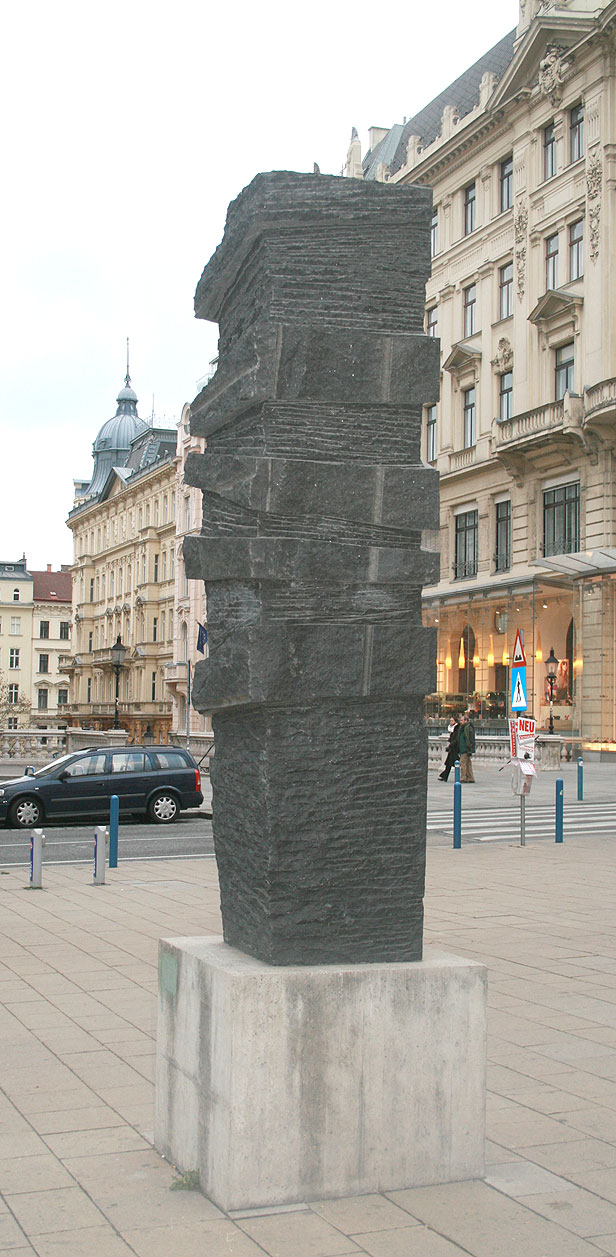
Мемориальный камень в память об Омофума в центре Вены

10 октября 2003 года рядом с Венской государственной оперой был установлен мемориал в память об Омафума. В силу того, что это было сделано без соответствующего разрешения властей, 15 октября памятник был перенесён к Музейному кварталу в центре Вены, где и находится по сей день. 
Установка мемориального камня в центре общественного городского пространства Вены вызвала многочисленные споры. В частности, Австрийская партия свободы выступила категорически против этого видимого напоминания о просителе убежища в общественных местах. Об особой важности скульптуры как памятника против расизма и бесчеловечной политики предоставления убежища свидетельствует тот факт, что камень Маркуса Омофума часто подвергался нападениям со стороны расистов и неонацистов, особенно в первые годы после его установки: информационная табличка заливалась смолой и дёгтем, сам камень — лаком, а в 2004 году, помимо прочего, на нём был нанесён символ «KKK», обозначающий «Ку-клукс-клан». 
6 декабря 2020 года члены праворадикального движения «Identitäre Bewegung Österreich» (в переводе с нем. — «Движение за идентичность Австрии») в ответ на теракты 2 ноября 2020 года обложили памятник Омофума щитами с изображениями жертв террора и сопроводительной надписью «White Lives Matter Wien» (в переводе с англ. — «Белые жизни имеют значение, Вена»).